# Jetinj
Jetinj (mađ. Lovászhetény, nje. Laßhetting) je selo u južnoj Mađarskoj.
Zauzima površinu od 8,95 km četvornih.

## Zemljopisni položaj
Nalazi se na 46°10' sjeverne zemljopisne širine i 18°29' istočne zemljopisne dužine, istočno od Pečuha. Palija je 1,5 km jugozapadno, Pečvar je 3 km zapadno, Vakonja je 2,5 km sjeverozapadno. Varažda je 2 km sjeverno. Mečka je 2,5 km sjeveroistočno.

## Upravna organizacija
Upravno pripada Pečvarskoj mikroregiji u Baranjskoj županiji. Poštanski broj je 7720.

## Stanovništvo
Jetinj ima 324 stanovnika (2001.).

## Vanjske poveznice
- (mađ.) Lovászhetény Önkormányzatának honlapja
- Jetinj na fallingrain.com